# Корнієнко Василь Онисимович

Васи́ль Они́симович Корнієнко (нар. 22 квітня 1867, с. Мануйлівка, Новомосковський повіт, Катеринославська губернія, Російська імперія (нині Мануйлівка — у складі лівобережної частини м. Дніпро) — пом. 11 грудня 1904, Одеса) — український живописець і графік, дитячий письменник.

## Життєпис
Батько був чоботарем, мама вирощувала квіти на продаж, сім'я була безземельною. З шести дітей Василь був п'ятим. Навчався у сільській школі, змалечку почав малювати.
1882 року вступив до Першого Катеринославського реального училища, його вчителем був художник Окулов Петро Тимофійович. 1885 року в училищі відбулася його перша виставка. Художником зацікавився тодішній катеринославський віце-губернатор барон Володимир Платонович Рокасовський (1851—1911) і запропонував земству матеріально підтримати в навчанні талановитого селянського хлопця. У 1887 році Корнієнко отримує виклик до Севастополя — до тамтешньої приватної малярської школи Макухіної. Проте провчився лише один рік — за браком коштів. У 1888 — вільний слухач Санкт-Петербурзької академії мистецтв, губерніальне земство виділило стипендію на навчання. Закінчив 1894 року  зі званням «некласний художник». Уже в часи навчання у Петербурзі його мучив кісткоїд великої гомілки.
У липні 1896 року повернувся з Санкт-Петербурга на Катеринославщину, проживав у Мануйлівці з батьками, в Одесі, Ялті, заробляв на життя малюванням портретів.
Проживаючи в Мануйлівці, підтримував зв'язки з катеринославською інтелігенцією. З організацією у місті наукового товариства був запрошений до участі у художній комісії по організації виставок. У лютому 1901 року в залі Губернської земської управи відкрилася перша виставка картин художників-катеринославців: Сергія Пескарьова, Автомона Кобиличного, Петра Порубаєва, Леоніда Машичева, Івана Євсієвського, Олексія Ведерникова. Василь Корнієнко представив і свої картини: «Портрет невідомого», «На траві», «Етюд», «Старий», «Під час свята», «За шитвом», «Мандрівник», «Під сонячним промінням», «Біля монопольки», «Канікули». Друга виставка картин художників Катеринослава відбулася у квітні 1904 року в палаці князя Потьомкіна. Василь Корнієнко пв землякам портрет Т. Г. Шевченка. Після смерті художника, у квітні-травні 1909 р., його живописні роботи «Набіг татар на Україну», «Запорозька Січ», «В'їзд Богдана Хмельницького до Києва», «Селяни в полі» виставлялися на 1-ій художній виставці катеринославського художньо-артистичного товариства пам'яті академіка Юлійса Федерса.

«Характерник»

В Одесі митець зійшовся з місцевою українською громадою, зокрема з Михайлом Комаровим, відомим бібліографом, етнографом, видавцем, літературним критиком. На початку 1904 року він запропонував Корнієнку підготувати 20 ілюстрацій до «Енеїди» ціною 10 руб. за кожну до бібліографічного покажчика творів І.Котляревського «На вічну пам'ять Котляревському», а згодом намалювати малюнки до «Кобзаря» Тараса Шевченка. Митець почав роботу, але не завершив через хворобу: створив тільки 13 рисунків, які згодом увійшли до альманаха «На вічну пам'ять Котляревському» [Архівовано 2 травня 2022 у Wayback Machine.]. У листі до Комарова він писав: «Обіцяв я Вам двадцять ілюстрацій зготовити до „Енеїди“, та тепер бачу, що годі і думати: зла хвороба забрала всю мою міч і хто зна, чи зостанусь я ще в живих. Нудьга бере, що так сталося, та нічого не поробиш. Все ж я хотів ілюструвати всю „Енеїду“. Та мало що хотів. Ну годі, хай буде так. От що б я Вам порадив, чи не могли б Ви видати к Різдву поздравительні карточки хоч з деякими моїми малюнками? Щоб під малюнком був і текст із „Енеїди“. Думаю, що було б добре. Хай би в такім випадку ми не відставали від людей. За право друку я дешево візьму — рублів по 3 чи що за кожний малюнок. Думаю, що було б добре. От жалко, що вони не розцвічені, ну та нічого — колись хтось видасть кращі».
Помер в Одесі у віці 37 років від саркоми після двох важких операцій. Похований у Мануйлівці, могила не збереглася. За іншими даними похований на Першому Християнському цвинтарі. 1937 року комуністичною владою цвинтар зруйновано. На його місці відкрито «Парк Ілліча» з розважальними атракціонами, а частину передали місцевому зоопарку. Нині достеменно відомо лише про деякі перепоховання зі Старого цвинтаря, а дані про перепоховання Корнієнка відсутні.

## Творчість

### Художня творчість

#### Картини
- «Біля корчми»,
- «В'їзд Богдана до Києва»,
- «Втеча трьох братів з Азова»,
- «Козак Голота і татарин»,
- «Перед поєдинком»,
- «Повернувся»,
- «Характерник»,
- «Чари»,
- «Тарас Шевченко»,

#### Ілюстрації до «Енеїди» І.Котляревського
«Еней», «Юнона в дорозі до Еола», «Еол», «Нептун на ракові», «Дідона і троянці», «Дідона і Еней», «Сивіла та Еней», «Вулиця до пекла», «Перевізник», «Гарон», «Низ», «Евріал і латинці», «Еней перед поєдинком» (ювілейне видання 1903—1904 років).
Здійснив малюнок обкладинки і заставки до поетичної збірки «Дозвілля» Миколи Кузьменка (1899, Катеринослав), роботи Адріана Кащенка — «Неволя бусурманська в українській народній поезії» — вийшла друком 1916, «Оповідання про Славне Військо Запорозьке Низове» — 1917.
Окремі жанрові картини та малюнки Василя Корнієнка на теми українських народних дум видавали у форматі листівкок. Зокрема, відомі листівки Мануйлівського товариства «Просвіта».

### Літературна творчість
Також В. Корнієнко писав поезії, видані вже по його смерті. У 1905 році в літературному альманасі «Перша ластівка» (Херсон) надрукували вісім поезій Василя Корнієнка.
Василь Корнієнко — автор казки для дітей «Запорозький скарб», датованої 17 лютого 1901 року. Твір у рукописному вигляді набув поширення серед південноукраїнських просвітніх громад. Перше видання його з'явилося у Катеринославі в 1919 році з передмовою Пилипа Щукина, написаною 8 травня 1918, та 10 малюнками І. Стеценка, друге — в серії бібліотеки «Молодим козакам», Київ — Львів, 1923 р.
Казка В. Корнієнка мала великий видавничий успіх, співмірний з успіхом творів для юнацтва А. Кащенка.
Казку передрукувано на еміграції Євгеном Вировим в «Українському видавництві в Катеринославі» (Відень-Катеринослав). Твір Корнієнка включено Антоном Крушельницьким до хрестоматії «Вибір з українського народного письменства» (т. 1, Львів, 1922), потім до «Ілюстрованого календаря канадійського українства» (1923). Казка Корнієнка регулярно перевидавалася українцями в еміграції (видання 1958, 1982 тощо).
У незалежній Україні казка В. Корнієнка передруковується в збірниках української літературної казки.